# Massimiliano Damerini
Massimiliano Damerini (Genova, 24 settembre 1951 – Genova, 20 luglio 2023) è stato un pianista e compositore italiano, fra i più rappresentativi interpreti della musica contemporanea.

## Biografia e attività artistica

### L'esecutore
Studiò con Alfredo They e Martha Del Vecchio, diplomandosi in pianoforte e composizione presso il Conservatorio Niccolò Paganini di Genova, la sua città. In giovane età si fece conoscere al grande pubblico nel Festival di Donaueschingen (1979), dando concerti in molti prestigiosi centri musicali italiani ed esteri, dal Konzerthaus di Vienna al Teatro alla Scala di Milano, dal Teatro Colón di Buenos Aires alla Salle Gaveau di Parigi. Suonò come solista con molte orchestre, fra cui la London Philharmonic, l'Orchestra Sinfonica di Budapest, l'Orchestre Philharmonique Suisse, l'Orchestra della RAI, l'Orquesta Nacional Española. Partecipò ad alcuni prestigiosi festival internazionali: il Maggio Musicale Fiorentino, la Biennale di Venezia, il Festival d'Automne di Parigi, fra gl altri.
Aveva un repertorio molto ampio, spaziante dalla musica del settecento fino alle avanguardie dell'ultimo Novecento. La critica italiana gli conferì uno dei massimi riconoscimenti che si possano tributare a uno strumentista: il Premio Abbiati per il 1992 come concertista dell'anno.
Damerini registrò con molte etichette di primaria importanza, fra cui EMI, Ricordi-BMG, Dynamic, Musikstrasse, Fonit Cetra, Velut Luna, Arts, Naxos Records.

### Il compositore e il docente
Damerini fu autore di numerose composizioni apprezzate in molte rassegne e concerti internazionali. Intensa fu la sua attività di docente: oltre a tenere da anni corsi di perfezionamento per alcune importanti istituzioni musicali europee (fra cui la Internationale Ferienkurse für Neue Musik di Darmstadt e il Centre Acanthes di Avignone) era titolare della cattedra di musica da camera presso il Conservatorio Niccolò Paganini di Genova. 
Noti musicisti, fra cui Salvatore Sciarrino, Andrea Ferrante, Roberto Carnevale e Vittorio Fellegara, dedicarono a Damerini alcune loro composizioni per pianoforte.

### Morte
Damerini è morto improvvisamente a Genova, il 20 luglio 2023.

## Discografia parziale
- Ricardo Castillo (Piano Works: Poème Pastoral, Barcarolle, ecc.), Marco Polo Latin-American Classics
- Fryderyk Chopin (Berceuse for piano in D flat major, op. 57), Arts
- Cesare Ciardi (Gran Concerto: Le Rossignol du Nord, Un Sospiro nel cuore, La Smorfiosetta, ecc.), NAXOS
- Paul Hindemith (Sonata for trumpet and piano mit kraft), Arts
- Rolf Liebermann, (Furioso, Enigma, ecc.), Thorofon
- Francis Poulenc, (Le Bal Masqué: Le Bestiaire, Rapsodie Nègre, ecc.), Musi Studium
- Salvatore Sciarrino (Complete Piano Works), Dynamyc
- Franz Shubert (Sonaten), Arts